# Lukas Løkken
Pour les articles homonymes, voir Løkken.
Lukas Løkken, né le 15 juillet 1992, est un acteur danois, il est connu pour interpréter Patrick dans la série The Rain,,.

## Filmographie

### Cinéma
- 2016 : En-to-tre-nu! de Barbara Topsøe-Rothenborg (da) : Jack

### Télévision
- 2018-2020 : The Rain : Patrick (20 épisodes)
- 2021 : 2 Døgn : Lasse (2 épisodes)
- 2021 : Lutins (en) (Nisser) : Anders (2 épisodes)